# Cyathea cyatheoides
Cyathea cyatheoides là một loài thực vật có mạch trong họ Cyatheaceae. Loài này được (Desv.) K.U. Kramer mô tả khoa học đầu tiên năm 1978.